# Secretaria de Estado da Saúde de São Paulo
| Secretaria de Estado da Saúde                                                                                   |                               |
| Av. Dr. Enéas Carvalho de Aguiar, 188 ou Av. Dr. Arnaldo, 355 Cerqueira César São Paulo, SP www.saude.sp.gov.br |                               |
| Criação | 1 de março de 1892 (133 anos) |
| Atual secretário                                                                                                | Eleuses Paiva                 |

A Secretaria de Estado da Saúde de São Paulo (SES-SP) é o órgão estadual responsável pela formulação da Política Estadual de Saúde e de suas diretrizes, norteada pelos princípios do Sistema Único de Saúde (SUS).
A SES-SP é responsável pela articulação e pelo planejamento das ações desenvolvidas pelos Departamentos Regionais de Saúde (DRS) distribuídos pelo Estado. A SES-SP possui ainda 8 coordenadorias.
O estado de São Paulo possui o Centro de Vigilância Sanitária, o qual é dividido em 17 regiões que compõem as Redes Regionais de Atenção à Saúde (RRAS) e os 29 Grupos de Vigilância Sanitária (GVS).

## Lista de secretários
| Nome                         | Imagem          | Partido     | Período                                         | Governador                | Ref                  |
| ---------------------------- | --------------- | ----------- | ----------------------------------------------- | ------------------------- | -------------------- |
| Walter Sidnei Pereira Leser  |                 | Sem Partido | 31 de janeiro de 1967 até 15 de março de 1971   | Abreu Sodré               | [ 5 ]                |
| Getúlio Lima Júnior          |                 | Sem Partido | 15 de março de 1971 até 15 de março de 1975     | Laudo Natel               | [ 6 ]                |
| Walter Sidney Pereira Leser  |                 | Sem Partido | 15 de março de 1975 até 15 de março de 1979     | Paulo Egydio Martins      | [ 7 ]                |
| Adib Jatene                  |                 | Sem Partido | 15 de março de 1979 até 14 de maio de 1982      | Paulo Maluf               | [ 8 ]                |
| Denir Zamáriolli             |                 | Sem Partido | 14 de maio de 1982 até 15 de março de 1983      | José Maria Marin          | [ 9 ]                |
| João Yunes                   |                 | Sem Partido | 15 de março de 1983 até 15 de março de 1987     | André Franco Montoro      | [ 10 ]               |
| José Aristodemo Pinotti      |                 | Sem Partido | 15 de março de 1987 até 15 de março de 1991     | Orestes Quércia           | [ 11 ]               |
| Nader Wafae                  |                 | Sem Partido | 15 de março de 1991 até 1° de janeiro de 1995   | Luiz Antônio Fleury Filho | [ 12 ]               |
| José da Silva Guedes         |                 | Sem Partido | 1° de janeiro de 1995 até 1° de janeiro de 2003 | Mário Covas               | [ 13 ] [ 14 ]        |
| José da Silva Guedes         | Geraldo Alckmin | Sem Partido | 1° de janeiro de 1995 até 1° de janeiro de 2003 |                           |                      |
| Luiz Roberto Barradas Barata |                 | Sem Partido | 1° de janeiro de 2003 até 17 de julho de 2010   | [ 15 ]                    |                      |
| Luiz Roberto Barradas Barata | Cláudio Lembo   | Sem Partido | 1° de janeiro de 2003 até 17 de julho de 2010   | [ 15 ]                    |                      |
| Luiz Roberto Barradas Barata | José Serra      | Sem Partido | 1° de janeiro de 2003 até 17 de julho de 2010   | [ 15 ]                    |                      |
| Luiz Roberto Barradas Barata | Alberto Goldman | Sem Partido | 1° de janeiro de 2003 até 17 de julho de 2010   | [ 15 ]                    |                      |
| Nilson Ferraz Paschoa        |                 | Sem Partido | 17 de julho de 2010 até 4 de janeiro de 2011    | [ 16 ]                    |                      |
| Nilson Ferraz Paschoa        | Geraldo Alckmin | Sem Partido | 17 de julho de 2010 até 4 de janeiro de 2011    |                           |                      |
| Giovanni Guido Cerri         |                 | Sem Partido | 4 de janeiro de 2011 até 14 de agosto de 2013   | [ 17 ]                    |                      |
| David Uip                    |                 | PSDB        | 7 de setembro de 2013 até 16 de abril de 2018   | Geraldo Alckmin           | [ 18 ] [ 19 ]        |
| David Uip                    | Márcio França   | PSDB        | 7 de setembro de 2013 até 16 de abril de 2018   |                           | [ 18 ] [ 19 ]        |
| Marco Antonio Zago           |                 | Sem Partido | 16 de abril de 2018 até 1° de janeiro de 2019   | [ 20 ]                    |                      |
| José Henrique Germann        |                 | Sem Partido | 1° de janeiro de 2019 até 21 de julho de 2020   | João Dória                | [ 21 ] [ 22 ] [ 23 ] |
| Jean Gorinchteyn             |                 | Sem Partido | 21 de julho de 2020 até 1° de janeiro de 2023   | João Dória                | [ 24 ]               |
| Jean Gorinchteyn             | Rodrigo Garcia  | Sem Partido | 21 de julho de 2020 até 1° de janeiro de 2023   |                           | [ 24 ]               |
| Eleuses Paiva                |                 | PSD         | 1° de janeiro de 2023 até à atualidade          | Tarcísio de Freitas       | [ 25 ]               |